# Абрамов Михайло Іванович
Михайло Іванович Абрамов (1 або 3 листопада 1885 року (за різними документами), село Рогове, Пронський повіт, Рязанська губернія — 29 листопада 1937, Калінінська область) — протоієрей Російської православної церкви, священномученик.

## Біографія
Народився у селі Рогове, Дурновської волості, Пронського повіту Рязанської губернії в селянській родині. 1897 року вступив до Скопинського духовного училища, яке закінчив у 1901 році за другим розрядом.
Михайло Абрамов продовжив навчання в Рязанській духовній семінарії, закінчивши яку, у 1907 році був призначений до церкви Покрови Божої Матері міста Пронська як псаломщик і законовчитель в церковнопарафіяльній школі.
1908 року указом єпископа Рязанського і Зарайського Никодима (Бокова) призначено до Введенської церкви села Чулкова Пронського повіту, де 3 серпня був хіротонізований до пресвітера.
1912 року отця Михайла було переведено до Миколаївської церкви села Мостья Рязького повіту Рязанської губернії, де він також був законовчителем у церковнопарафіяльній школі. За старанну службу у березні 1913 року нагороджений набедреником.
У лютому 1914 року отець Михайло був переведений до села Богослова Єпіфанського повіту Тульської губернії, де став наступником за церковним служінням свого тестя священника Андрія Головіна.
У травні 1916 року за особливу працю (пристрій ясел для дітей) за обставинами воєнного часу єпархіальним начальством відзначений нагородою.
Після революції 1917 року, як і більшість священників, отець Михайло зазнавав утисків та репресій (позбавлення виборчих прав, непомірні податки тощо).
У 1928 році його було заарештовано і засуджено за статтею 72 Кримінального кодексу РРФСР, за якою відбував 1 рік позбавлення волі в Тульському виправному будинку з 14 січня 1929 по 14 січня 1930 року.
З 28 грудня 1930 року протоієрей Михайло Абрамов служив священником храму Похвали Пресвятої Богородиці у селі Городище на Дубненському гирлі (нині у складі міста Дубна).
У 1934 році стався його другий арешт та трирічне посилання за ст. 58-10 Кримінального кодексу (пропаганда або агітація, що містять заклик до повалення, підриву чи ослаблення Радянської влади або до скоєння окремих контрреволюційних злочинів і т.д.).
На початку 1937 року протоієрей Михайло Іванович Абрамов повернувся з посилання на своє колишнє місце служіння — до храму Похвали Пресвятої Богородиці.
13 листопада 1937 року знову був арештований. Судячи з матеріалів справи, на момент допиту слідство не мало жодних даних про антирадянську діяльність протоієрея Михайла. Нові матеріали у справі з'явилися пізніше. У довідці, виданій Олександрівською сільрадою 20 листопада, затверджувалося: «Абрамов, вороже налаштований до Радянської влади, систематично займався серед відсталої частини колгоспників, одноосібників в Олександрівській сільраді антирадянською агітацією проти колгоспного будівництва».
Трійка УНКВС Калінінської області 27 листопада слухала справу № 6916 Кімрського районного відділу за звинуваченням Абрамова Михайла Івановича в антирадянській діяльності та засудила його до розстрілу. Постанову виконано у внутрішній в'язниці НКВС КО 29 листопада 1937 року. Місце поховання протоієрея Михайла Абрамова невідоме.
2000 року прославлений та канонізований Російською православною церквою в особі священномученика у Соборі святих новомучеників та сповідників російських.
Реабілітований у березні 1989 року за рішенням Тверської обласної прокуратури.

## Родина
- Дружина — Євдокія (до шлюбу — Головіна; нар. 1890), випускниця Рязанського єпархіального училища[2]. Вінчання відбулося 25 липня (7 серпня) 1908 року в церкві села Богослова.
  - Син — Володимир (нар. 1909)
    - Онучка — Світлана Володимирівна Львова

  - Син — Леонід (нар. 8.08.1913)